# 極め

## 極め（きわめ）
茶道具・香道具・香木・刀剣・書画・骨董 (こっとう) などの価値を見極めること。目利き。鑑定。また、その鑑定書。「家元が極めをつける」

## 極め（きめ）
武道などにおいて技などが決まる事を指す。
空手道などにおいて、寸前に目標を置いて最大限の力を爆発させることをいう。
寸前に止める、即ち『寸止め』とは異なる。
柔道、柔術、グラップリング、総合格闘技などでは、関節技が決まることをさす。